# Aničkova palača
Aničkova palača (rusko Ани́чков дворе́ц, Aníčkov dvoréc) je nekdanja carska palača v Sankt Peterburgu, stoji na stičišču Nevskega prospekta in reke Fontanke. Je najstarejša še stoječa stavba na Nevskem prospektu.

## Zgodovina

### 18. stoletje
Palača, ki stoji na parceli, ki je bila nekoč v lasti Antonia de Vieira (1682?–1745), je dobila ime po bližnjem Aničkovem mostu čez Fontanko. Zasnovana za rusko carico Elizabeto (vladala 1741–1762) v osupljivem baročnem slogu, je palača postala znana kot najbolj impozantno zasebno prebivališče v dobi Elizabete Petrovne. Za zasnovo sta bila morda odgovorna arhitekta Bartolomeo Rastrelli in Mihail Zemcov, čeprav to ni potrjeno. Glavna fasada je obrnjena proti reki in je bila prvotno z njo povezana s kanalom.
Gradbena dela so trajala trinajst let; ko so leta 1754 končno končala, je carica Elizabeta palačo podarila svojemu najljubšemu (in verjetno zakoncu) grofu Alekseju Razumovskemu. Po njegovi smrti leta 1771 se je palača vrnila kroni, vendar jo je Katarina Velika (vladala 1762–1796) leta 1776 podarila svojemu najljubšemu knezu Potemkinu. Arhitekt Ivan Starov je bil zadolžen za obsežne obnove palače v na novo modnem neoklasicističnem slogu, ki so bile izvedene v letih 1778 in 1779. Hkrati je angleški vrtni arhitekt William Hould uredil park.
Po Potemkinovi smrti (1791) je bila palača vrnjena kroni in prilagojena za namestitev kabineta njenega carskega veličanstva.

### 19. in 20. stoletje
Zadnji veliki strukturni dodatki so se zgodili v času vladavine (1801-1825) carja Aleksandra I., s Quarenghijevo gradnjo carskega kabineta ob Nevskem prospektu. Slednja struktura je bila oblikovana v strogem neoklasicističnem slogu in mnogi menijo, da ne dopolnjuje originalnega Rastrellijevega dela. Tri leta pozneje je Aleksander I. palačo podaril svoji sestri, veliki kneginji Eleni Pavlovni - pozneje je s poroko postala velika vojvodinja Mecklenburg-Schwerin. Od tedaj je na stavbi delalo več arhitektov, njeno notranjost pa so  nenehno prenavljali.
Po poroki leta 1866 sta bodoča car Aleksander III. in njegova žena Marija Feodorovna postavila Aničkovo palačo za svojo rezidenco v Sankt Peterburgu. Tam so preživeli svoja otroška leta njuni otroci, vključno z zadnjim ruskim carjem Nikolajem II. in ko je Aleksander III. leta 1881 prišel na prestol, se je raje zadrževal v Aničkovi palači (v nasprotju z Zimskim dvorcem). Tu so se odvijale številne družinske svečanosti, vključno s poroko nečakinje carja Nikolaja Irine Romanove s princem Feliksom Jusupovom leta 1914. Mati Nikolaja II. je, potem ko je postala carica vdova, še naprej imela pravico prebivanja v palači do februarske revolucije leta  1917, čeprav se je preselila v Kijev stran od Sankt Peterburga. Po revoluciji se je v stavbo preselilo ministrstvo za oskrbo.
Po oktobrski revoluciji novembra 1917 je boljševiška vlada Aničkovo palačo podržavila in jo določila za mestni muzej v Sankt Peterburgu. Po letu 1934, ko je bila preurejena v palačo mladih pionirjev, je palača gostila več kot sto obšolskih klubov z več kot 10.000 otroki. Medtem ko je majhen muzej odprt za javnost, stavba turistom običajno ni dostopna.
- Aničkov most in Aničkova palača leta 1753.
- Palača v 1750-ih: petrovski barok kar najbolj dekorativen
- Palača v 1830-ih: po neoklasicistični obnovi
- Palača leta 1862.
- Notranjost ene od dvoran v 20. Stoletju
- Glavno stopnišče
- Koncertna dvorana
- Plesna dvorana
- Modra dvorana
- Modra dvorana, strop
- Oranžerija
- Knjižnica
- Knjižnica, strop